# Formule 750 1973
De 750 cc Prijs van de FIM 1973 was de eerste raceserie in het Formule 750-kampioenschap, dat in dit jaar door de Fédération Internationale de Motocyclisme werd ingesteld.
Hoewel er slechts zeven wedstrijden werden georganiseerd waren er in totaal tien races omdat enkele wedstrijden in twee manches werden verdeeld.

## Voorgeschiedenis

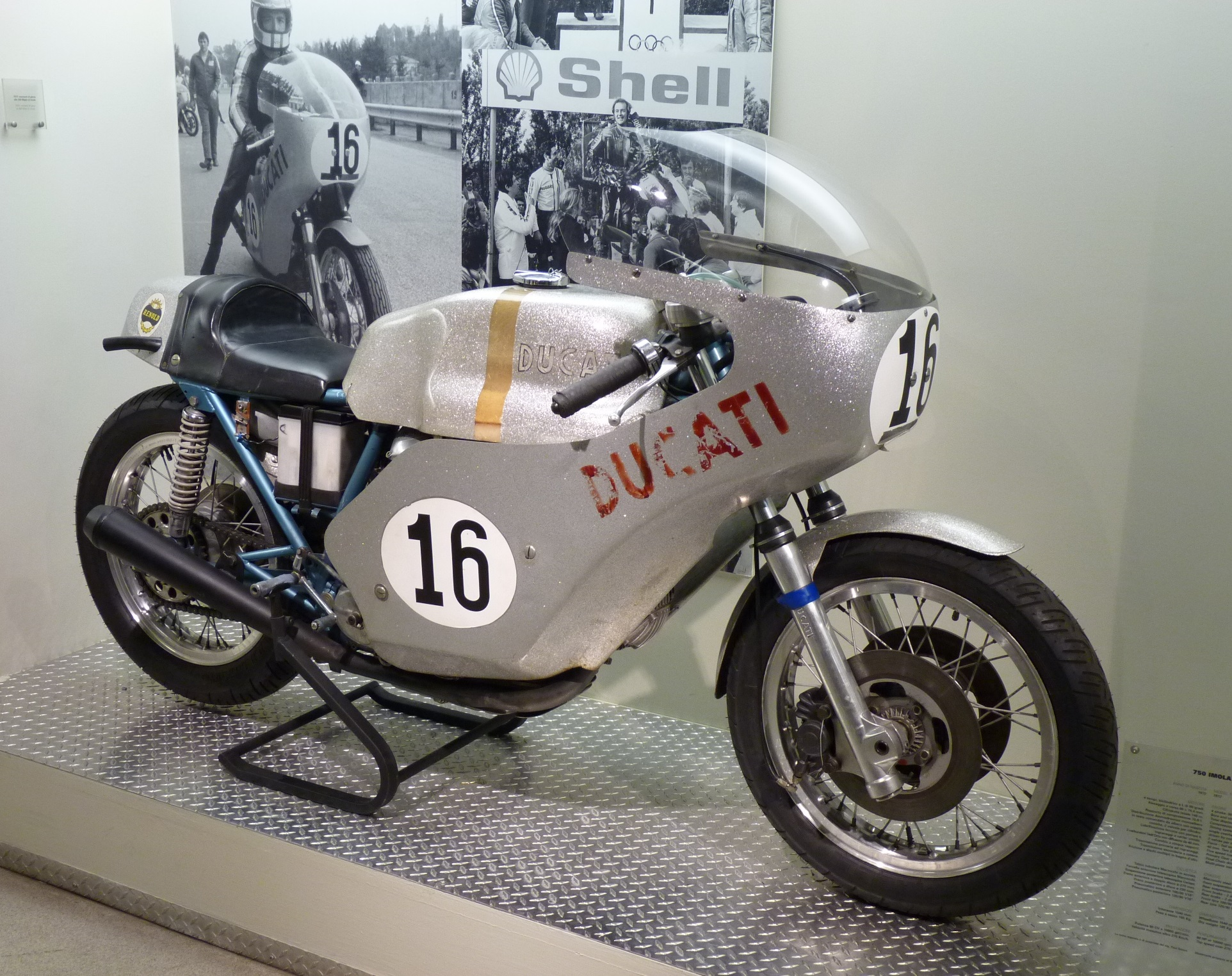
Ducati SS 750 van Paul Smart uit 1972

In 1969 zocht de American Motorcyclist Association toenadering tot de Fédération Internationale de Motocyclisme. Om erkenning voor haar races van de FIM te verkrijgen moest de AMA haar protectionistische reglementen ten gunste van Harley-Davidson in de Daytona 200 laten varen. Die reglementen hielden in dat motorfietsen met een zijklepmotor 750 cc mochten meten, terwijl kopklepmotoren slechts 500 cc mochten meten. Niet toevallig was Harley-Davidson het enige merk dat nog met zijkleppers racete. Door de veranderde reglementen konden Europese en Japanse 750cc-machines daar deelnemen. Meteen na de eerste "eerlijke" Daytona 200 in 1970 drongen journalisten en fabrikanten (vooral de BSA-groep) er bij de FIM op aan de formule van deze race over te nemen en al snel werd in Imola een tegenhanger georganiseerd. Zo ontstond een raceserie onder de naam "Daytona Type Races", die zou leiden tot de Formule 750. Het zou echter nog enkele jaren duren, en toen de raceserie eindelijk onder de vlag van de FIM georganiseerd werd was de BSA-groep al bijna failliet en konden de BSA A75 Rocket 3/Triumph T150 Trident-racers geen rol van betekenis spelen.

## 750 cc Prijs van de FIM

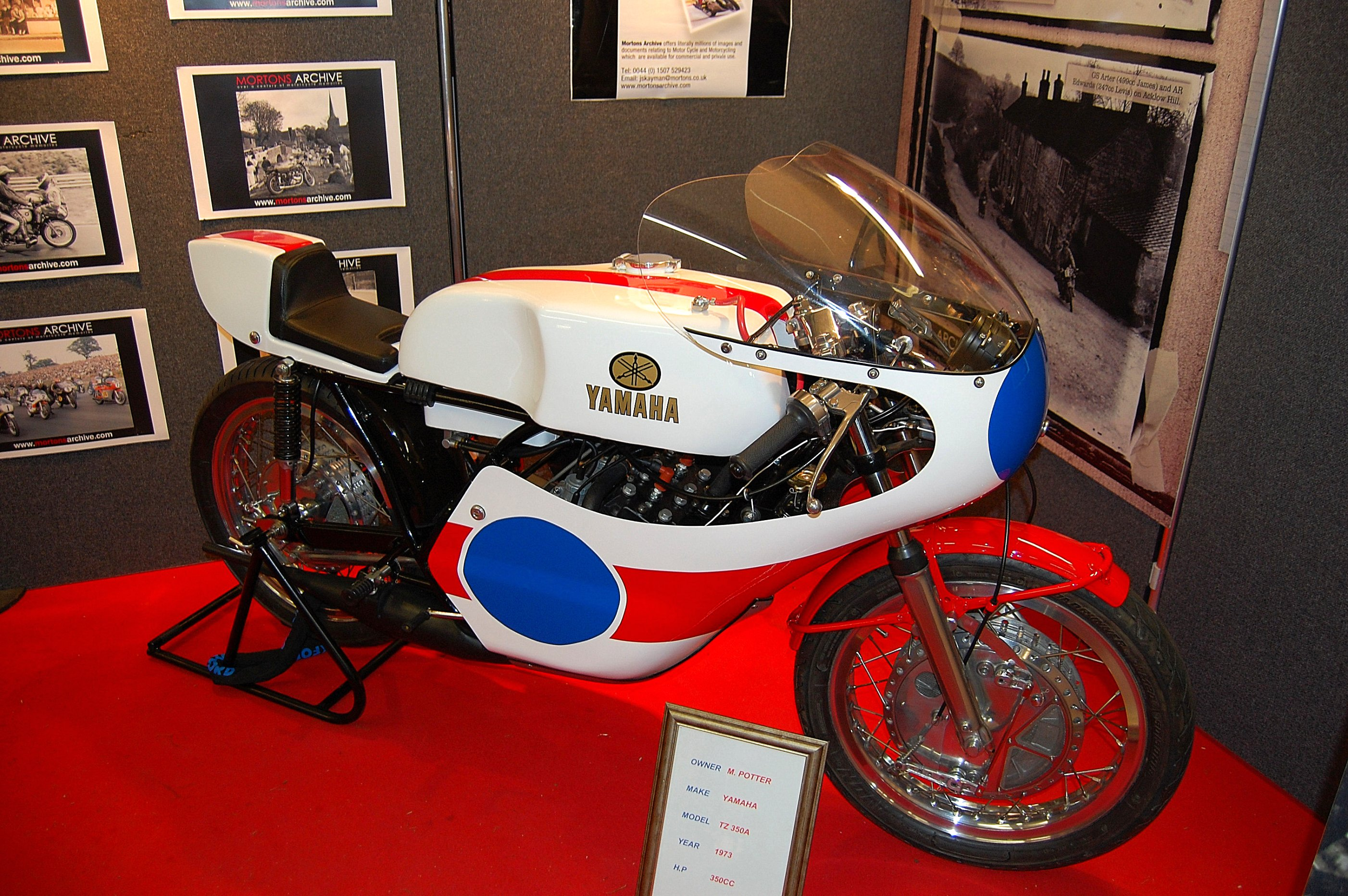
Yamaha TZ 350 A uit 1973

Hoewel er na het FIM-congres van oktober 1972 nog niets over naar buiten gebracht was, bleek in februari 1973 dat de FIM wel degelijk had besloten een officiële 750cc-klasse in te richten. Het was nog geen wereldkampioenschap, maar een aantal organisatoren kreeg de mogelijkheid om races om de "750 cc Prijs van de FIM" te organiseren. De motoren moesten worden gebouwd met onderdelen van bestaande standaardmodellen, waarvan ten minste 200 exemplaren verkocht waren en de cilinderinhoud moest minimaal 251 cc en maximaal 750 cc bedragen. Nu de BSA's en Triumph's praktisch van het toneel waren verdwenen waren er geen echte 750cc-racemotoren meer, maar twee Japanse merken timmerden aan de weg door straatmodellen om te bouwen: Suzuki met de Suzuki GT 750 die nu als TR 750 aan de start kwam, en Kawasaki ontwikkelde de Kawasaki H 2 750 Mach IV door tot de H 2 R-racer. In deze klasse tussen 251- en 750 cc lag echter een kaper op de kust: de volwaardige 350cc-productieracer van Yamaha, de Yamaha TZ 350, die door zijn lage gewicht en "racegenen" veel 750cc-motoren de baas was. Deze nieuwe klasse, die in de volksmond al "Formule 750" werd genoemd, werd een redelijk succes, maar de FIM had nagelaten haar van exacte reglementen te voorzien. Zo kon het gebeuren dat een aantal wedstrijden in twee manches gereden werd, terwijl de totaaltelling van die twee manches ook niet uniform was. Soms werd de puntentelling van de motorcross gebruikt, soms werden de totaaltijden van twee manches bij elkaar opgeteld. Bovendien ging de eerste titel maar nipt naar een volwaardige 750cc-machine, de Seeley-Suzuki TR 750 van Barry Sheene. Hij had een resultaat meer dan John Dodds met zijn Yamaha TZ 350. Er waren ook maar weinig organisatoren te vinden die de nieuwe formule aan haar WK-races wilde toevoegen. Men zou een uitgebreider programma moeten presenteren en was huiverig bestaande klassen te laten vallen.
De 200 Mijl van Imola werd met een grote voorsprong gewonnen door Jarno Saarinen met de Yamaha TZ 350. Bruno Spaggiari vocht met zijn Ducati lang tegen Jack Findlay, maar die laatste viel stil met een lege tank, waardoor Spaggiari tweede werd. De derde plaats was voor Walter Villa met de Kawasaki. Er waren nogal wat valpartijen, waarvan Peter Williams het belangrijkste slachtoffer werd. Hij werd naar het ziekenhuis gebracht maar zijn verwondingen vielen mee. Bruno Kneubühler en Hideo Kanaya raakten geblesseerd en hadden daar tijdens de eerste WK-race in Frankrijk nog last van.
De race in Zweden werd gereden in combinatie met de Zweedse Grand Prix en gewonnen door Jack Findlay.
In Frankrijk op 27 mei won Barry Sheene Seeley-Suzuki vóór John Dodds (Yamaha TZ 350). 
Aansluitend op de GP van Finland reed men op het slechts 2,9 km lange Hämeelinna-circuit een FIM-Cup race als avondprogramma. Gelegenheidsdeelnemer Teuvo Länsivuori won deze race met zijn Yamaha TZ 350, maar Barry Sheene werd tweede en verstevigde daarmee zijn leidende positie ten opzichte van Jack Findlay.
Länsivuori had zich ook ingeschreven voor de "John Player International" op Silverstone, maar kon niet starten na een val in de Hutchinson 100, waarbij hij zijn pols brak. John Dodds kreeg zijn Yamaha en reed in de eerste manche samen met Yvon Duhamel en Barry Sheene in de kopgroep. Paul Smart kreeg al snel aansluiting, net als Jack Findlay, die slecht gestart was. Smart won de race, Duhamel werd tweede en Sheene derde. In de tweede manche nam Peter Williams met zijn Norton de leiding en stond die niet meer af tot hij in de voorlaatste ronde uitviel. Daardoor kon Paul Smart opnieuw de leiding nemen en winnen. John Dodds werd nu tweede en Jack Findlay derde. Barry Sheene werd in de tweede manche zesde, maar het resultaat werd teruggedraaid omdat hij niet in beide manches met dezelfde machine was gestart.
Op Hockenheim won Jack Findlay de eerste manche en Stan Woods de tweede. Woods werd totaalwinnaar, vóór John Dodds, Dieter Braun en Barry Sheene. Findlay was in de tweede manche gevallen en eindigde daardoor puntloos. De puntentelling moest hier worden herzien, want aanvankelijk ging men uit van de totaaltijd over twee manches, maar na een protest van Suzuki werd dat teruggedraaid en werd de einduitslag bepaald op basis van de klasseringen in beide manches.
Barry Sheene stelde zijn Europese 750cc-titel veilig door in Spanje tweede te worden achter John Dodds. Findlay werd vierde en had nu evenveel punten dan Sheene, maar minder overwinningen. 

## Puntentelling
De vijf beste resultaten telden, maar de races die in manches waren verdeeld leverden één totaalresultaat op. 
|         | 1e | 2e | 3e | 4e | 5e | 6e | 7e | 8e | 9e | 10e |
| Punten: | 15 | 12 | 10 | 8  | 6  | 5  | 4  | 3  | 2  | 1   |

## Uitslagen
|   | Datum    | Race               | Circuit          | 1e               | 2e              | 3e              |
| - | -------- | ------------------ | ---------------- | ---------------- | --------------- | --------------- |
| 1 | 15 april | 200 Mijl van Imola | Imola            | Jarno Saarinen   | Bruno Spaggiari | Kel Carruthers  |
| 1 | 15 april | 200 Mijl van Imola | Imola            | Jarno Saarinen   | Walter Villa    | Bruno Spaggiari |
| 2 | 27 mei   | Frankrijk          | Clermont-Ferrand | Barry Sheene     | John Dodds      | John Williams   |
| 3 | 22 juli  | Zweden             | Anderstorp       | Jack Findlay     | Stan Woods      | Barry Sheene    |
| 4 | 1 aug.   | Finland            | Hämeenlinna      | Teuvo Länsivuori | Barry Sheene    | Jack Findlay    |
| 5 | 12 aug.  | Groot-Brittannië   | Silverstone      | Paul Smart       | Yvon Duhamel    | Barry Sheene    |
| 5 | 12 aug.  | Groot-Brittannië   | Silverstone      | Paul Smart       | John Dodds      | Jack Findlay    |
| 6 | 30 sept. | Duitsland          | Hockenheim       | Jack Findlay     | Barry Sheene    | Stan Woods      |
| 6 | 30 sept. | Duitsland          | Hockenheim       | Stan Woods       | Dieter Braun    | John Dodds      |
| 7 | 7 okt.   | Spanje             | Montjuïc         | John Dodds       | Barry Sheene    | Guido Mandracci |

## Eindstand
| Pos. | Coureur            | Motorfiets             | Ptn.    |
| ---- | ------------------ | ---------------------- | ------- |
| 1    | Barry Sheene       | Seeley-Suzuki TR 750   | 51 (61) |
| 2    | John Dodds         | Yamaha TZ 350 A        | 47      |
| 3    | Jack Findlay       | Suzuki TR 750          | 45 (56) |
| 4    | Stan Woods         | Suzuki TR 750          | 41 (46) |
| 5    | Guido Mandracci    | Suzuki TR 750          | 26      |
| 6    | Teuvo Länsivuori   | Yamaha TZ 350 A        | 23      |
| 7    | Jarno Saarinen (†) | Yamaha TZ 350 A        | 15      |
|      | Paul Smart         | Suzuki TR 750          | 15      |
| 9    | Ron Chandler       | Triumph Trident 750    | 13      |
| 10   | Bruno Spaggiari    | Ducati SS 750          | 12      |
| 11   | Walter Villa       | Kawasaki H 2 R         | 10      |
|      | Peter Williams     | John Player Norton     | 10      |
| 13   | Mick Grant         | Yamaha TZ 350 A        | 8       |
|      | Dieter Braun       | Yamaha TZ 350 A        | 8       |
| 15   | Werner Giger       | Yamaha TZ 350 A        | 7       |
| 16   | Kel Carruthers     | Yamaha TZ 350 A        | 6       |
|      | Michel Rougerie    | Harley-Davidson XR 750 | 6       |
|      | John Newbold       | Yamaha TZ 350 A        | 6       |
|      | Alain Genoud       | Honda CB 750           | 6       |
| 20   | Gilbert Argo       | Honda CB 750           | 5       |
|      | Johnny Bengtsson   | Yamaha TZ 350 A        | 5       |
|      | Bruno Kneubühler   | Yamaha TZ 350 A        | 5       |
|      | Pat Mahoney        | Kawasaki H 2 R         | 5       |
|      | Billie Nelson      | Yamaha TZ 350 A        | 5       |

| Pos. | Coureur              | Motorfiets          | Ptn. |
| ---- | -------------------- | ------------------- | ---- |
| 25   | Philippe Coulon      | Yamaha TZ 350 A     | 5    |
| 26   | Werner Pfirter (†)   | Yamaha TZ 350 A     | 4    |
|      | Percy Tait           | Triumph Trident 750 | 4    |
|      | Roberto Gallina      | Honda CB 750        | 4    |
|      | Marcel Ankoné        | Yamsel 350          | 4    |
|      | Olivier Chevallier   | Yamaha TZ 350 A     | 4    |
| 31   | David Nixon          | Triumph Trident 750 | 3    |
|      | Eero Hyvärinen       | Yamaha TZ 350 A     | 3    |
|      | Darryl Pendlebury    | Triumph Trident 750 | 3    |
|      | Kork Ballington      | Yamaha TZ 350 A     | 3    |
| 35   | Derek Chatterton     | Yamaha TZ 350 A     | 2    |
|      | Michel Garnier       | Moto Guzzi V7 Sport | 2    |
|      | Lars Påhlsson        | Yamaha TZ 350 A     | 2    |
|      | Seppo Kangasniemi    | Yamaha TZ 350 A     | 2    |
|      | Eric Offenstadt      | Kawasaki H 2 R      | 2    |
|      | Víctor Palomo        | Yamaha TZ 350 A     | 2    |
| 41   | Galeazzo Pederneschi | Yamaha TZ 350 A     | 1    |
|      | Franz Kroon          | Yamaha TZ 350 A     | 1    |
|      | Armando Toracca      | Honda CB 750        | 1    |
|      | Pekka Nurmi          | Yamaha TZ 350 A     | 1    |
|      | Martin Sharpe        | BSA Rocket 3 750    | 1    |
|      | Ziel=Klaus Leonhardt | Yamaha TZ 350 A     | 1    |
|      | Pentti Korhonen      | Yamaha TZ 350 A     | 1    |

(Punten tussen haakjes zijn inclusief streepresultaten)

## Constructeurstitel
| 1  | Suzuki          | 60 (89) |
| 2  | Yamaha          | 52 (82) |
| 3  | Triumph         | 16      |
| 4  | Honda           | 15      |
| 5  | Ducati          | 12      |
| 6  | Norton          | 8       |
| 7  | Harley-Davidson | 6       |
| 8  | Kawasaki        | 5       |
| 9  | Yamsel          | 4       |
| 10 | Moto Guzzi      | 2       |
| 11 | BSA             | 1       |

1973 ·
1974 ·
1975 ·
1976 ·
1977 ·
1978 ·
1979